# Сезон ФК «Динамо» (Київ) 2014—2015
Сезон «Динамо» (Київ) 2014–2015 — 24-й сезон київського «Динамо» у чемпіонатах України. Єврокубковий сезон «Динамо» розпочне з групової стадії Ліги Європи УЄФА 2014–2015, де намагатиметься пройти якомога далі у змаганнях турніру.

## Сезон

### Чемпіонат Прем'єр-ліги
| Дата           | Тур   | Місце проведення | Суперник     | Рахунок | Голи «Динамо»      |
| -------------- | ----- | ---------------- | ------------ | ------- | ------------------ |
| 27 липня 2014  | 1 тур | НСК Олімпійський | «Ворскла»    | 1:0     | Безус              |
| 2 серпня 2014  | 2 тур | ОСК Металіст     | «Металіст»   | 2:1     | Кравець, Ярмоленко |
| 9 серпня 2014  | 3 тур | НСК Олімпійський | «Олімпік»    | 0:0     |                    |
| 17 серпня 2014 | 4 тур | НСК Олімпійський | «Іллічівець» | 4:1     | Кравець - 3, Гусєв |

#### Турнірна таблиця
| М  | Команда       | І  | В  | Н  | П  | РМ    | О     |
| -- | ------------- | -- | -- | -- | -- | ----- | ----- |
|    | «Динамо»      | 26 | 20 | 6  | 0  | 65−12 | 66    |
|    | «Шахтар»      | 26 | 17 | 5  | 4  | 71−21 | 56    |
|    | «Дніпро»      | 26 | 16 | 6  | 4  | 47−17 | 54    |
| 4  | «Зоря»        | 26 | 13 | 6  | 7  | 40−31 | 45[а] |
| 5  | «Ворскла»     | 26 | 11 | 9  | 6  | 35−22 | 42    |
| 6  | «Металіст»    | 25 | 8  | 11 | 6  | 34−32 | 35    |
| 7  | «Металург» З  | 26 | 6  | 8  | 12 | 20−40 | 26    |
| 8  | «Олімпік»     | 26 | 7  | 5  | 14 | 24−64 | 26    |
| 9  | «Волинь»      | 26 | 9  | 7  | 10 | 38−44 | 25[б] |
| 10 | «Металург» Д  | 26 | 6  | 10 | 10 | 27−38 | 22[в] |
| 11 | «Чорноморець» | 25 | 3  | 11 | 11 | 15−31 | 20    |
| 12 | «Говерла»     | 26 | 3  | 10 | 13 | 22−47 | 19    |
| 13 | «Карпати»     | 26 | 5  | 9  | 12 | 22−31 | 15[г] |
| 14 | «Іллічівець»  | 26 | 3  | 5  | 18 | 25−55 | 14    |

а «Зоря» була позбавлена трьох очок за невиконання рішення КДК ФФУ від 18.02.2015 року, згодом КДК ФФУ повернув «Зорі» три очки.
б «Волинь» позбавлена 9 турнірних очок за невиконання рішень КДК ФФУ від 23.12.2014 року та АК ФФУ від 24.02.2015 року.
в «Металург» Д позбавлений 6 турнірних очок за невиконання рішення ДК ФІФА від 09.09.2014 року.
г «Карпати» позбавлені 3 турнірних очок згідно з рішенням КДК ФФУ від 10.09.2014 року та 6 турнірних очок згідно з рішенням КДК ФФУ від 17.10.2014 року.
Позначення:

#### Місце у чемпіонаті за туром
| 6 |

| 3 |

| 4 |

| 3 |

| 3 |

| 3 |

| 3 |

| 2 |

| 2 |

| 1 |

| 1 |

| 1 |

| 1 |

| 1 |

| 1 |

| 1 |

| 1 |

| 1 |

| 1 |

| 1 |

| 1 |

| 1 |

| 1 |

| 1 |

| 1 |

| 1 |

| Прем'єр-ліга | Місце команди в таблиці |

| Прем'єр-ліга | Місце команди в таблиці |

### Ліга Європи
| Дата              | Стадія                      | Місце проведення        | Суперник     | Рахунок | Голи «Динамо»                                |
| ----------------- | --------------------------- | ----------------------- | ------------ | ------- | -------------------------------------------- |
| 18 вересня 2014   | Груповий етап. 1 тур        | Віла-ду-Конде           | «Ріу Аве»    | 3:0     | Ярмоленко, Беланда, Кравець                  |
| 2 жовтня 2014     | Груповий етап. 2 тур        | НСК Олімпійський        | «Стяуа»      | 3:1     | Ярмоленко, Кравець, Теодорчик                |
| 23 жовтня 2014    | Груповий етап. 3 тур        | Енерґі Норд Арена       | «Ольборг»    | 0:3     |                                              |
| 6 листопада 2014  | Груповий етап. 4 тур        | НСК Олімпійський        | «Ольборг»    | 2:0     | Віда, Гусєв                                  |
| 27 листопада 2014 | Груповий етап. 5 тур        | НСК Олімпійський        | «Ріу Аве»    | 2:0     | Ленс, Велозу                                 |
| 11 грудня 2014    | Груповий етап. 6 тур        | Арена Націонале         | «Стяуа»      | 2:0     | Ярмоленко, Ленс                              |
| 19 лютого 2015    | 1/16 фіналу. Перший матч    | Стад де Рюдюру          | «Генгам»     | 1:2     | Велозу                                       |
| 26 лютого 2015    | 1/16 фіналу. Матч-відповідь | НСК Олімпійський        | «Генгам»     | 3:1     | Теодорчик, Буяльський, Гусєв                 |
| 12 березня 2015   | 1/8 фіналу. Перший матч     | Гудісон Парк            | «Евертон»    | 1:2     | Гусєв                                        |
| 19 березня 2015   | 1/8 фіналу. Матч-відповідь  | НСК Олімпійський        | «Евертон»    | 5:2     | Ярмоленко, Теодорчик, Велозу, Гусєв, Антунеш |
| 16 квітня 2015    | 1/4 фіналу. Перший матч     | НСК Олімпійський        | «Фіорентина» | 1:1     | Ленс                                         |
| 23 квітня 2015    | 1/4 фіналу. Матч-відповідь  | Комунале Артеміо Франкі | «Фіорентина» | 0:2     |                                              |

## Юнацька (U-19) команда
Юнацька (U-19) команда «Динамо» грає у Чемпіонат U-19 України і дозволяє ігрову практику футболістам, які випустилися з футбольної школи команди, але ще не мають достатньої практики для виступів у молодіжному чемпіонаті, тому на полі можуть знаходитись лише футболісти 1995 року і молодше.

### Підготовка до сезону
Молодіжна команда «Динамо» (U-21) та U-19 упродовж місяця починаючи з 23 червня 2014 року разом готувалися до старту нового сезону. За цей час команда провела два навчально-тренувальних збори та зіграла два контрольних поєдинки. Програма підготовки команди була скоординована з головним тренером першої команди Сергієм Ребровим, а саме: дві команди були об'єднані в одну, які працювали за єдиною системою.

### Турнірна таблиця
Цього сезону команда виступає на першому етапі в групі «А», що складається з 5-ти команд, буде зіграно 3 кола ігор. Завдання: потрапити на другий етап у двійку найкращих команд, щоб вийти до групи «1» (із восьми команд) та розіграти нагороди Чемпіонату U-19. Терміни проведення турніру:
- перший етап «Осіння частина»: «20 серпня — 26 листопада» 2014 року
- другий етап «Весняна частина»: «11 березня — 10 червня» 2015 року

#### Перший етап
| М | Команда   | І  | В  | Н | П  | РМ    | О  |
| - | --------- | -- | -- | - | -- | ----- | -- |
| 1 | «Карпати» | 12 | 10 | 0 | 2  | 29−11 | 30 |
| 2 | «Динамо»  | 12 | 7  | 1 | 4  | 33−10 | 22 |
| 3 | «Скала»   | 12 | 6  | 1 | 5  | 17−20 | 19 |
| 4 | «Волинь»  | 12 | 4  | 0 | 8  | 19−29 | 12 |
| 5 | «Говерла» | 12 | 2  | 0 | 10 | 11−39 | 6  |

#### Другий етап
| М | Команда       | І  | В  | Н | П  | РМ    | О  |
| - | ------------- | -- | -- | - | -- | ----- | -- |
|   | «Шахтар»      | 14 | 11 | 2 | 1  | 39−14 | 35 |
|   | «Динамо»      | 14 | 9  | 2 | 3  | 21−11 | 29 |
|   | «Карпати»     | 14 | 8  | 2 | 4  | 30−18 | 26 |
| 4 | «Чорноморець» | 14 | 5  | 4 | 5  | 12−14 | 19 |
| 5 | «Дніпро»      | 14 | 6  | 0 | 8  | 23−25 | 18 |
| 6 | «Зоря»        | 14 | 5  | 1 | 8  | 12−20 | 16 |
| 7 | «Скала»       | 14 | 3  | 2 | 9  | 13−28 | 11 |
| 8 | «Металіст»    | 14 | 2  | 1 | 11 | 8−28  | 7  |

### Тренери
| Старший тренер | Юрій Лень  |
| Тренер         | Юрій Мороз |